# Zoran Predin
Zoran Predin (n. 16 de junio de 1958 Maribor, Eslovenia) es un músico popular esloveno. Fue quien estuvo al frente de la banda de rock eslovena Lačni Franz. Predin escribe  música para  películas, la televisión y el teatro.

## Discografía
- Svjedoci-Priče (1989)
- Glavo del na de la puerta (1992)
- Ljubezni de Napad (1994)
- Caramelo de Mentol (1996)
- Omare del iz de Ljubimec (1998)
- Amante de uso múltiple (1999)
- Človek de Tretji (2000)
- Sanje del na de Lovec (2001)
- Zares del gre del živo V (2002)
- Praslovan MP3 (2002)
- Punce del za de Strup (2003)
- Poljuba del prvega del krilih del Na (2003)